# Niedersimmental (huyện)
Niedersimmental là một huyện hành chính cũ ở bang Bern, Thụy Sĩ. Thủ phủ là đô thị Wimmis.
Từ 1 tháng 1 năm 2010, Niedersimmental được thay bằng Frutigen-Niedersimmental.
Huyện này có diện tích 319 km² và gồm có 9 đô thị:
| Đô thị                 | Dân số(Jan 2005) | Diện tích (km²) |
| ---------------------- | ---------------- | --------------- |
| Därstetten             | 882              | 32,8            |
| Diemtigen              | 2,091            | 130,0           |
| Erlenbach im Simmental | 1,747            | 36,7            |
| Niederstocken          | 287              | 5,5             |
| Oberstocken            | 264              | 4,1             |
| Oberwil im Simmental   | 805              | 46.0            |
| Reutigen               | 926              | 11,3            |
| Spiez                  | 12,249           | 16,8            |
| Wimmis                 | 2,289            | 22,3            |